# Comté de Saratoga
Pour les articles homonymes, voir Saratoga.
Le comté de Saratoga (en anglais : Saratoga County) est l'un des 62 comtés de l'État de New York, aux États-Unis. Le siège du comté est Ballston Spa. Le nom du comté vient d'un mot iroquois . 
D'après le bureau du recensement des États-Unis, la population du comté était de 235 509 habitants en 2020, soit une hausse de 7,2 % depuis le recensement de 2010 (219 607 habitants).

## Démographie
| Groupe                           | Comté de Saratoga | New York | États-Unis |
| -------------------------------- | ----------------- | -------- | ---------- |
| Blancs                           | 94,3              | 66,8     | 72,4       |
| Asiatiques                       | 1,8               | 7,3      | 4,8        |
| Métis                            | 1,7               | 3,0      | 2,9        |
| Afro-Américains                  | 1,5               | 15,9     | 12,6       |
| Autres                           | 0,5               | 7,5      | 6,4        |
| Amérindiens                      | 0,2               | 0,6      | 0,9        |
| Total                            | 100               | 100      | 100        |
|                                  |                   |          |            |
| Hispaniques et Latino-Américains | 2,4               | 17,6     | 16,7       |

Selon l'American Community Survey, en 2010 94,38 % de la population âgée de plus de 5 ans déclare parler l'anglais à la maison, 1,50 % déclare parler l'espagnol, 0,53 % le français et 3,59 % une autre langue.

## Comtés adjacents
- Comté de Warren, au nord
- Comté de Hamilton, au nord-ouest
- Comté de Fulton, à l'ouest
- Comté de Montgomery, au sud-ouest
- Comté de Schenectady, au sud-ouest
- Comté d'Albany, au sud
- Comté de Rensselaer, au sud-est
- Comté de Washington, à l'est